# Croy Hill

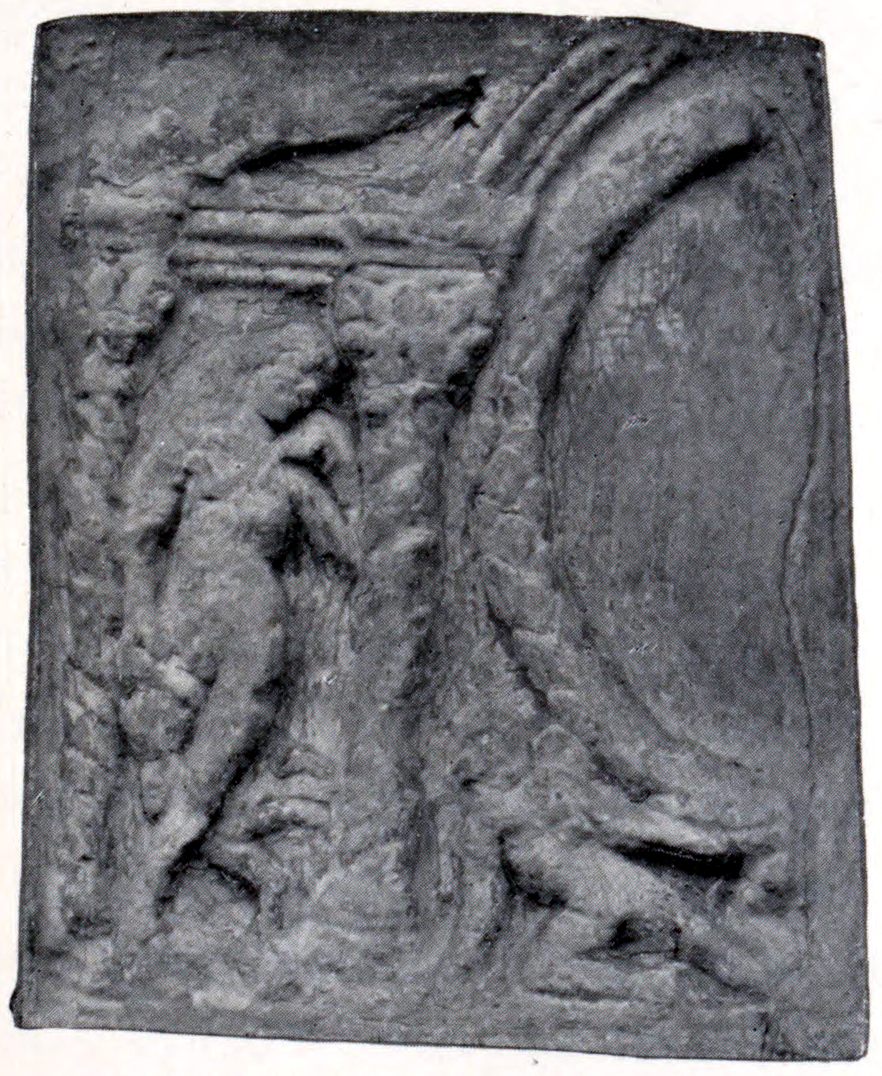
RIB 2155. Nápis na pískovcové desce uvádí, že stavbu provedla šestá legie. Vlevo bohyně Venuše. George MacDonald o nálezu píše ve 2. vydání své knihy Římský val ve Skotsku. Desku lze vidět na videu.

Croy Hill je kopec na severovýchod od skotské vesnice Croy, na jehož východní straně ve starověku stávala na Antoninově valu římská pevnost, dále pevnůstka (kastel) a dočasný tábor. Patřila k ní i dvě vyvýšená stanoviště, která vojáci pravděpodobně používali pro předávání signálů.

## Pevnost Croy Hill a Antoninův val

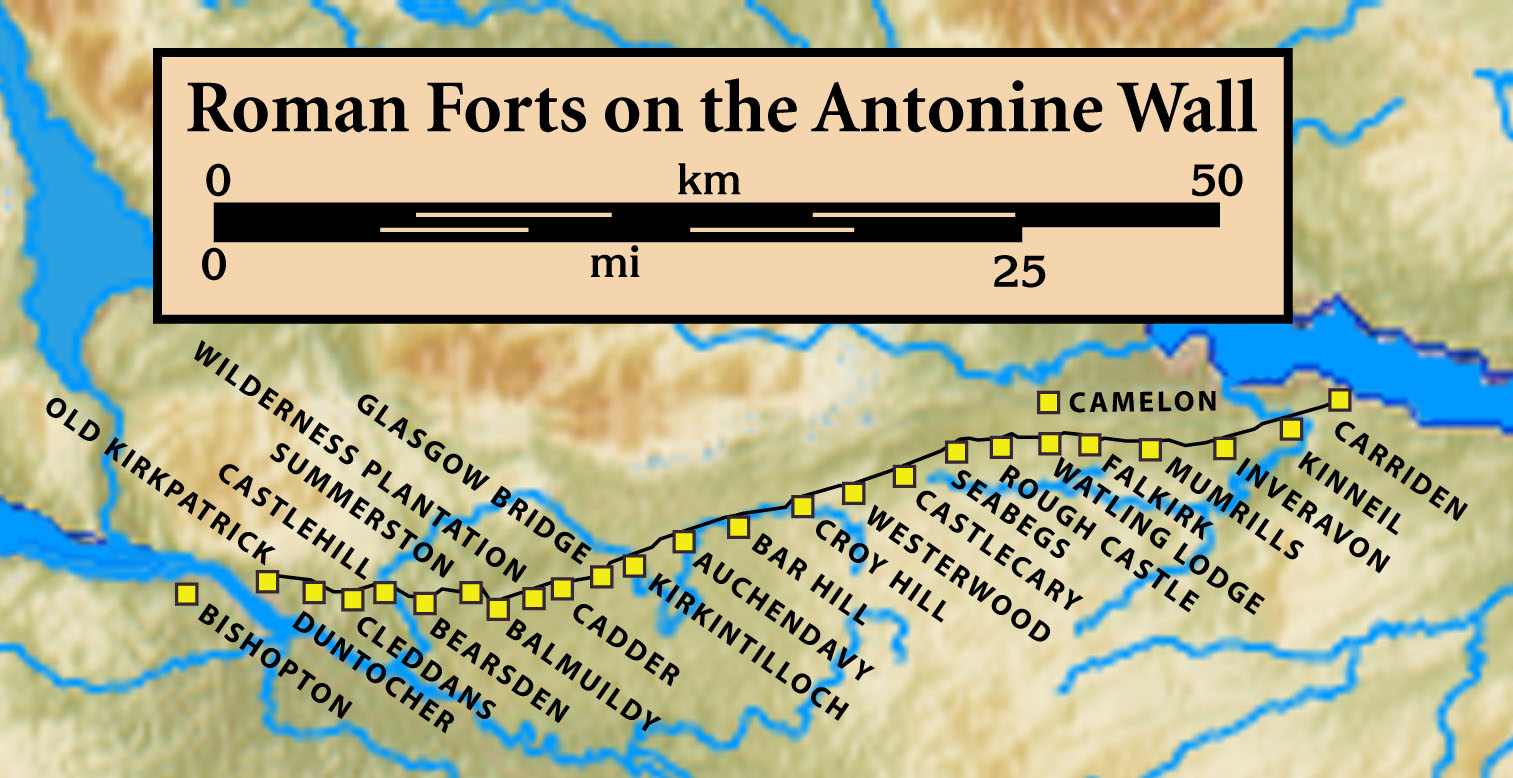
Pevnosti a pevnůstky spojené s Antoninovým valem

Pevnost Croy Hill byla jednou ze 16 známých pevností Antoninova valu, který římské vojsko stavělo napříč Skotskem od roku 140. Val tvořil severozápadní hranici Římské říše.

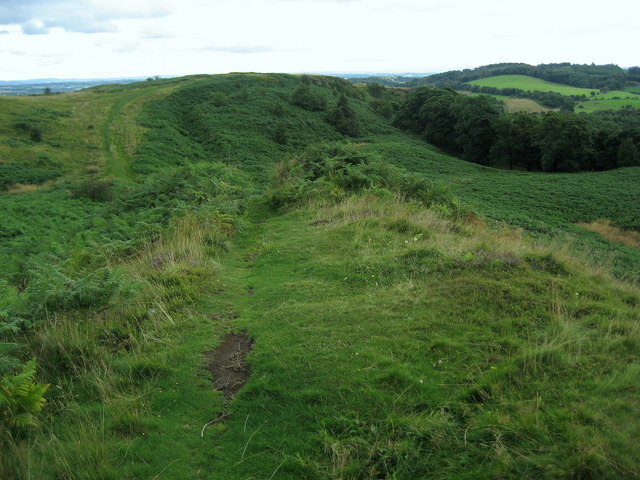
Antoninův val běží přes Croy Hill, částečně zarostlý kapradinami

Pevnosti byly různě velké, obvykle obehnané drnovým valem, kamennou hradbu měly jen dvě.
Sousedy pevnosti Croy Hill byla pevnost Barr Hill směrem na západ a Westerwood na východ. Croy Hill patřila k těm, které byly vybudovány dodatečně.
Žádné pozůstatky po pevnosti, pevnůstce či táboru nejsou v současné době patrné, zato se přes kopec táhnou zřetelné stopy po Antoninově valu.
Kohorty větších římských pevností, mezi něž Croy Hill nepatřila, mohly mít teoreticky až 1000 mužů a pravděpodobně poskytovaly ochranu také ženám a dětem, ačkoli vojáci se nesměli ženit. Poblíž pevnosti se také zřejmě rozkládala velká osada s civilním obyvatelstvem.
U pevnosti stály lázně.

## Specifika pevnosti
Na kopci Croy Hill Římané na rozdíl od všech ostatních pevností valu nevykopali před náspem příkop. Tvrdý čedič a dolerit z tohoto kopce zřejmě nebylo možné římskými nástroji opracovat.

## Archeologické nálezy
Na kopci Croy Hill byly objeveny tři náboženské předměty: za prvé fragmenty reliéfu Jupitera Dolichena;, za druhé oltář zasvěcený nymfám a za třetí oltář boha Marta.
Další nalezené artefakty, například skladovací nádoba plná popela, se nacházejí v Hunterově muzeu v Glasgowě spolu s dalšími nálezy, kupříkladu s oltářem z vesnice Castlecary.
Z pevnosti Croy Hill jsou známy pouze čtyři starověké mince a v blízkosti kopce se našla sekera. Zdejší římský náhrobek znázorňuje jakéhosi vojáka po boku s jinými muži, snad syny.

## Vykopávky
V této lokalitě vedl v letech 1890 a 1891 vykopávky Alexander Park. Sir George Macdonald popsal průzkumy, které na tomto místě prováděl v letech 1920, 1931 a 1935.

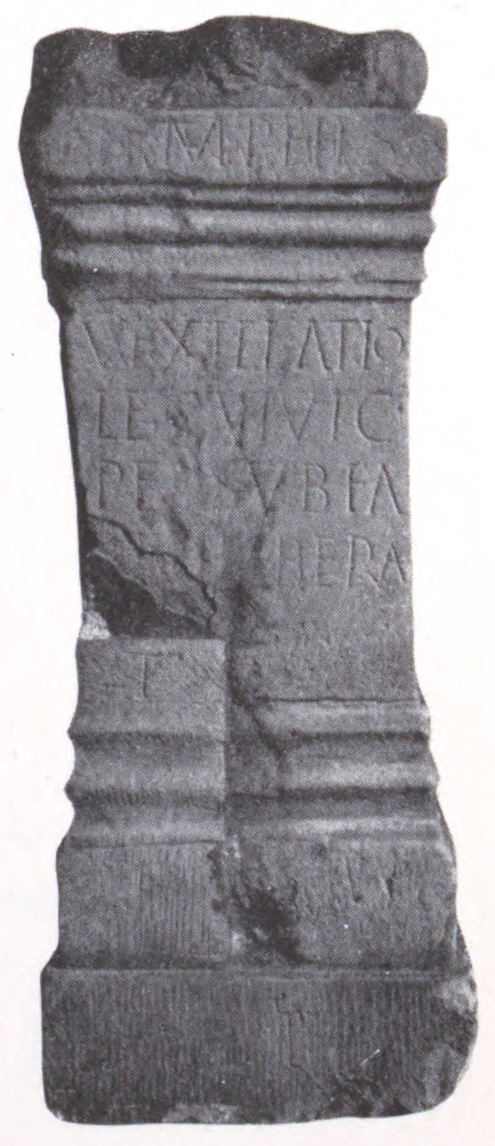
RIB 2160. Oltář z Croy Hillu zasvěcený nymfám.